# 잔구

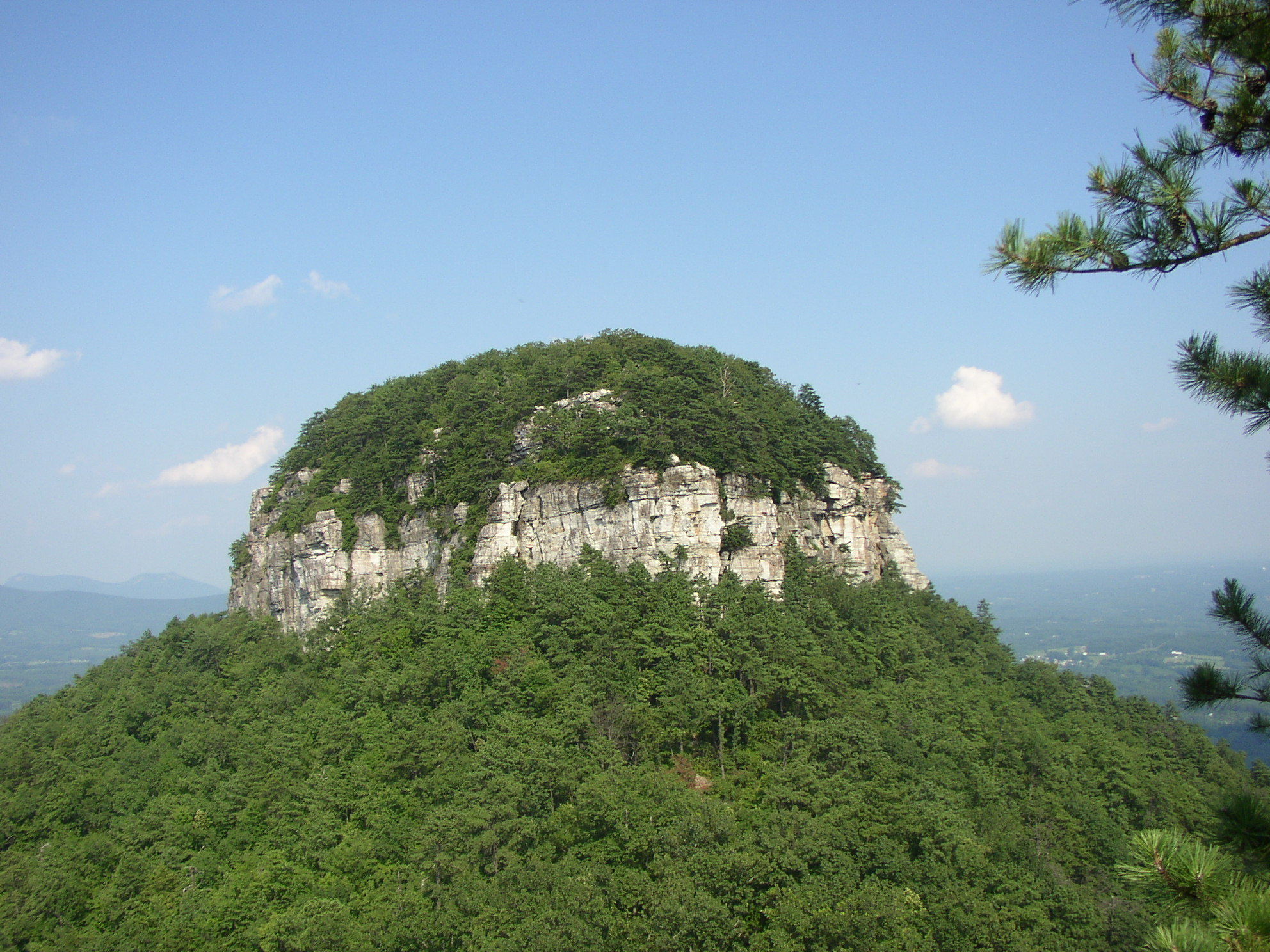

잔구(殘丘, 독일어: inselberg, 영어: monadnock)는 주위의 완만한 산 또는 평지에서 불쑥 튀어나온 유달리 경사가 급한 작은 산이다.